# Уху
Уху́ (кит. упр. 芜湖, пиньинь Wúhú) — городской округ в провинции Аньхой КНР.

## История
Территория, где сейчас расположен город Уху, была заселена с приблизительно с 770 до н. э. Когда царство Цинь впервые в истории объединило все китайские земли в единую империю, то эти места вошли в состав округа Чжанцзюнь (鄣郡). После смены империи Цинь на империю Хань эти земли оказались в составе округа Даньян (丹阳郡), состоявшего из 17 уездов, среди которых был и уезд Уху.
Уху стал стратегически важным городом в Эпоху Троецарствия, когда он находился под контролем Восточного У. Когда во время империи Цзинь северные китайские земли оказались захвачены кочевниками и на юг хлынул огромный поток беженцев, их стали расселять вдоль Янцзы, меняя демографический состав этих мест и изменяя административное деление, в результате в начале V века уезд Уху был расформирован, а его территория вошла в состав соседних административных единиц.
Вновь уезд Уху был создан лишь в X веке, когда эти земли входили в состав государства Южная Тан. После монгольского завоевания и образования империи Юань уезд Уху оказался в составе региона Тайпин (太平路), который после свержения власти монголов и образования империи Мин был преобразован в Тайпинскую управу (太平府). Административный центр уезда с 1877 года получил статус свободного порта, а его большая часть была передана британской концессии. В это время были построены Римский католический собор, собор Святого Иосифа (построен в 1889 году французскими иезуитами) и некоторые другие здания, являющиеся ныне историческими достопримечательностями.
Во время гражданской войны эти места 24 апреля 1949 года были заняты 88-й дивизией 30-й армии китайских коммунистов. 10 мая 1949 года урбанизированная часть уезда Уху была выделена в отдельный город Уху. Уезд Уху вошёл в состав образованного тогда же Специального района Удан (芜当专区), а город Уху был подчинён напрямую властям Специального административного района Ваньнань (皖南行区). В 1950 году Специальный район Удан был расформирован, и уезд также стал подчиняться властям Специального административного района Ваньнань.
В 1952 году администрации специальных административных районов Ваньбэй и Ваньнань были объединены в Народное правительство провинции Аньхой, и город Уху стал городом провинциального подчинения, а уезд Уху вошёл в состав объединившего 6 уездов Специального района Уху (芜湖专区), власти которого разместились в городе Уху.
В 1957 году был расформирован Специальный район Хойчжоу (徽州专区), и входившие в его состав 9 уездов были переданы в Специальный район Уху. В июне 1958 года город Уху также перешёл в подчинение властям Специального района Уху. В 1959 году уезд Уху был присоединён к городу Уху.
В 1961 году город Уху и уезд Уху были разделены вновь, и город Уху опять стал городом провинциального подчинения; в том же году был воссоздан Специальный район Хойчжоу. В 1965 году город Уху опять перешёл в подчинение властей Специального района Уху, а четыре уезда были выделены в состав Специального района Чаоху (巢湖专区). В 1971 году Специальный район Уху был переименован в Округ Уху (芜湖地区).
В 1973 году город Уху был выведен из состава округа, став городом провинциального подчинения. В 1980 году уезд Уху был передан в подчинение властям города Уху, а органы власти округа переехали из уезда Уху в уезд Сюаньчэн, после чего Округ Уху был переименован в Округ Сюаньчэн (宣城地区).
В 1983 году уезды Фаньчан, Цинъян и Наньлин были переданы из округа Сюаньчэн в подчинение властям Уху. В 1988 году уезд Цинъян был передан в состав округа Чичжоу (池州地区).
В 2011 году постановлением Госсовета КНР был расформирован городской округ Чаоху, и входивший в его состав уезд Увэй был передан в состав городского округа Уху.
В 2019 году уезд Увэй был преобразован в городской уезд.
В 2020 году район Саньшань (三山区) был присоединён к району Ицзян, уезд Уху (芜湖县) был преобразован в район городского подчинения Ваньчжи, уезд Фаньчан (繁昌县) также был преобразован в район городского подчинения.

## Административно-территориальное деление
Городской округ Уху делится на 5 районов, 1 городской уезд, 1 уезд:
| Карта                                             | Карта    | Карта     | Карта        | Карта            | Карта         |
| ------------------------------------------------- | -------- | --------- | ------------ | ---------------- | ------------- |
| Цзинху Ицзян Цзюцзян Ваньчжи Фаньчан Наньлин Увэй |          |           |              |                  |               |
| Статус                                            | Название | Иероглифы | Пиньинь      | Население (2010) | Площадь (км²) |
| Район                                             | Цзинху   | 镜湖区    | Jìnghú qū    |                  |               |
| Район                                             | Ицзян    | 弋江区    | Yìjiāng qū   |                  |               |
| Район                                             | Цзюцзян  | 鸠江区    | Jiūjiāng qū  |                  |               |
| Район                                             | Ваньчжи  | 湾沚区    | Wānzhǐ qū    |                  |               |
| Район                                             | Фаньчан  | 繁昌区    | Fánchāng qū  |                  |               |
| Уезд                                              | Наньлин  | 南陵县    | Nánlíng xiàn |                  |               |
| Городской уезд                                    | Увэй     | 无为市    | Wúwéi shì    |                  |               |

## Экономика

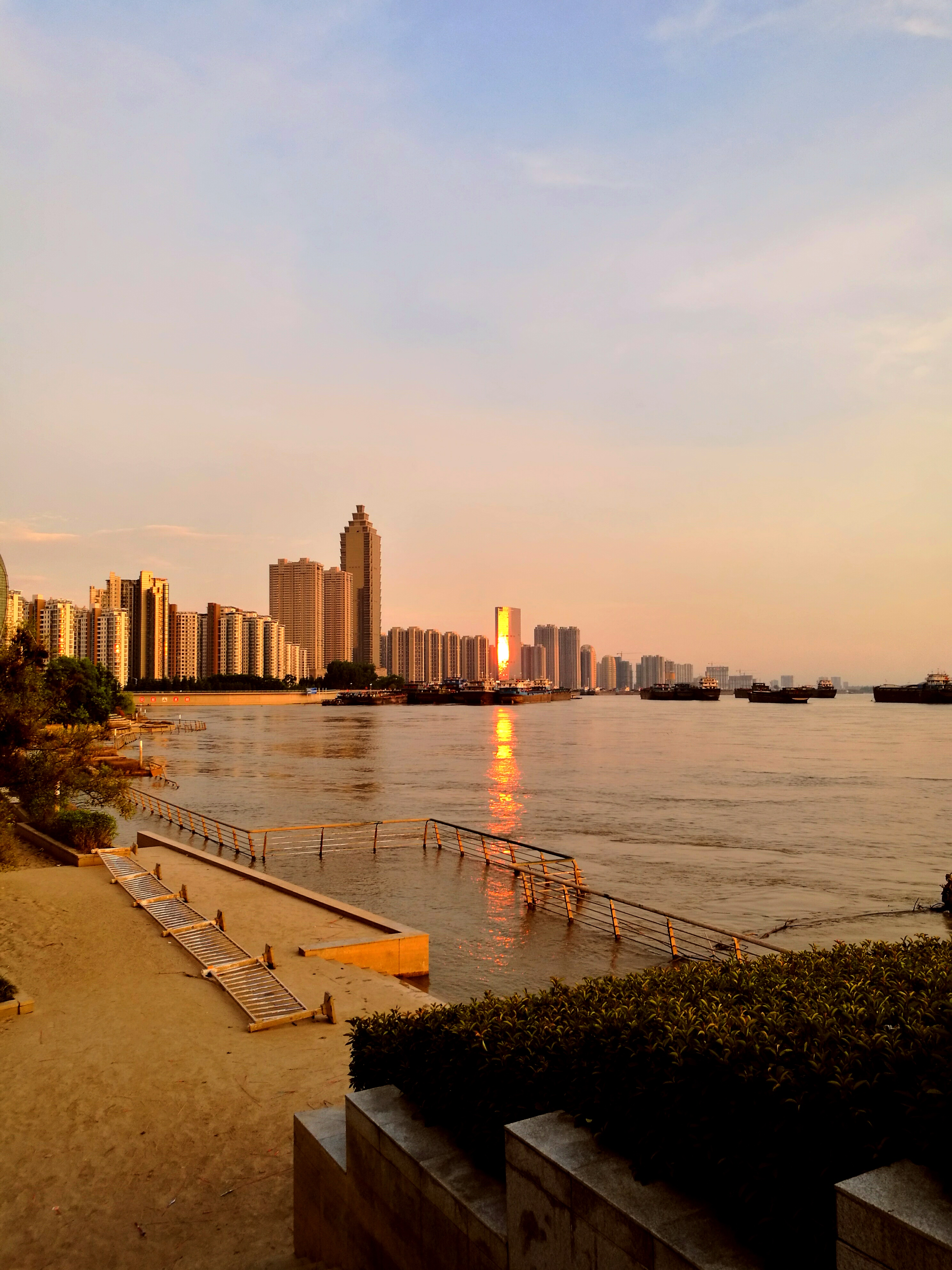
Высотная застройка вдоль реки Янцзы

В 2011 году ВВП Уху достиг 165,8 млрд юаней.

### Промышленность
Уху является крупным центром автомобилестроения. По состоянию на 2024 год в городе работало более чем 1500 предприятий, занятых в изготовлении автомобилей и автозапчастей.
Также Уху является крупным кластером робототехники. В городе сосредоточено более 300 компаний, работающих в различных сегментах робототехнической отрасли. В 2024 году количество выпущенных в городе роботов достигло 20 тыс. единиц, составив более 60 % от общего производства в провинции Аньхой, а совокупная стоимость продукции в этом секторе превысила 35 млрд юаней (4,82 млрд долл. США).
В Уху базируются автомобилестроительные компании Chery Automobile и Karry Auto (подразделение Chery по выпуску микроавтобусов, минивэнов и пикапов), расположены завод бытовой техники Midea и завод полупроводников Sanan Optoelectronics.

## Транспорт
Уху является пятым по величине портом на реке Янцзы.
Метрополитен Уху строился с конца 2016 года, введён в эксплуатацию 3 ноября 2021 года. На момент открытия имел одну линию протяжённостью 30,4 км, на которой обустроены 25 станций.

## Культура
Кухня Уху считается одной из колыбелей аньхойской кухни. Город известен такими блюдами, как сяолунбао (пирожки из тонкого теста, приготовленные на пару); печеные лепешки с кунжутом из Хуаншаня; тофунао (загустевший тофу); жаренный забродивший соевый творог; «пахучий» соевой творог; рисовая лапша, обжаренная в масле на сильном огне; запеченная утка; пахучий окунь; жаренные шашлычки и малатан.

## Города-побратимы
- Коти, Япония
- Павия, Италия
- Торрехон-де-Ардос, Испания